# ديانا إسحاق
ديانا إسحاق (بالإنجليزية: Diana Isaac)‏ هي فاعلة خير وسيدة أعمال نيوزيلندية، ولدت في 2 سبتمبر 1921 في ديفون في المملكة المتحدة، وتوفيت في 23 نوفمبر 2012 في كرايستشرش في نيوزيلندا.